# Bastak
Bastak (farsi بستک) è il capoluogo dello shahrestān di Bastak, circoscrizione Centrale, nella provincia di Hormozgan, in Iran. Aveva, nel 2006, una popolazione di 8.376 abitanti.
La città vanta antiche origini che risalgono all'era safavide e vi sono in zona scavi e siti archeologici.